# 人的大地
人的大地（法語：Terre des hommes，也翻译为人类的大地）是法国作家安托万·德圣埃克絮佩里创作的回忆录，出版于1939年，英文版同年于美国问世，书名为《风沙星辰》（Wind, Sand and Stars）。
本書內容包含友誼、死亡、英雄主義和同事之間的團結等主題，並說明作者對於生活價值的意見。细腻感性的文字刻划以飞行员身份航行于欧洲、非洲与南美，在撒哈拉沙漠坠机、与死神擦身而过等生命经历、情感及回忆。此书荣获法国最重要的文学奖法兰西学院文学大奖（Le grand prix de littérature de l'Académie française）之小说奖。
这部作品也是作者对梅尔莫兹（Mermoz）和吉约梅（Guillaumet）的友情献礼。此书以一个飞行员的高海拔视角展开书写，书中的不少情节与思考在作者之后的一部知名小说《小王子》中有所反映。

## 评论
|                | 这是一本既美丽又英勇的书，在此价值混乱的时代，每个人都该读它，使我们重拾人性的骄傲与奋激。 |
| ——《纽约时报》 |                                                                                            |

|          | 借着飞行，圣埃克絮佩里得以清澈的眼与心俯瞰一切，学会去‘从宇宙的规格衡量人类’。 |
| ——胡晴舫 |                                                                                |

|          | 《小王子》是圣埃克絮佩里的自身投射，是个分身，而真正的圣埃克絮佩里其实藏在《风沙星辰》里。《风沙星辰》是个小王子长大后的世界。 |
| ——徐丽松 | |